# Poecilodryas
Poecilodryas är ett fågelsläkte i familjen sydhakar inom ordningen tättingar. Enligt IOC omfattar släktet tre arter som förekommer på Nya Guinea och i norra Australien:
- Svartvit sydhake (P. hypoleuca)
- Vitbrynad sydhake (P. superciliosa)
- Rostsidig sydhake (P. cerviniventris)

Tidigare inkluderades även svarthakad sydhake, olivbandad sydhake och svartstrupig sydhake i släktet, men dessa har vanligen lyfts ut efter genetiska studier, svarthakad sydhake till egna släktet Leucophantes, olivbandad sydhake till det egna släktet Gennaeodryas alternativt inkluderas i Eopsaltria och svartstrupig sydhake till egna släktet Plesiodryas.